# Чумаченко, Павел Леонидович
Па́вел Леони́дович Чумаче́нко (род. 5 апреля 1971, Братск, Иркутская область) — российский легкоатлет, специалист по толканию ядра. Выступал за сборную России по лёгкой атлетике в 1997—2004 годах, бронзовый призёр чемпионата Европы в помещении, многократный победитель первенств национального значения, участник двух летних Олимпийских игр. Представлял Иркутскую область и физкультурно-спортивное общество «Динамо». Мастер спорта России международного класса.

## Биография
Павел Чумаченко родился 5 апреля 1971 года в Братске, Иркутская область.
Занимался лёгкой атлетикой в Иркутске, проходил подготовку под руководством заслуженных тренеров России Юрия Николаевича Рыбина и Игоря Ивановича Бражника. Представлял всероссийское физкультурно-спортивное общество «Динамо». Окончил Иркутский институт инженеров железнодорожного транспорта.
Впервые заявил о себе в толкании ядра на взрослом уровне в сезоне 1997 года, когда одержал победу на зимнем чемпионате России в Волгограде и, попав в состав российской национальной сборной, выступил на чемпионате мира в помещении в Париже. На летнем чемпионате России в Туле стал серебряным призёром.
На зимнем чемпионате России 1998 года в Москве вновь был лучшим в толкании ядра, позже занял восьмое место на чемпионате Европы в помещении в Валенсии и на Играх доброй воли в Нью-Йорке.
В 1999 году в третий раз подряд победил на зимнем чемпионате России, показал седьмой результат на чемпионате мира в помещении в Маэбаси.
На чемпионате России 2000 года в Туле превзошёл всех соперников и завоевал золотую медаль. Благодаря череде удачных выступлений удостоился права защищать честь страны на летних Олимпийских играх в Сиднее — на предварительном квалификационном этапе толкнул ядро на 19,40 метра и в финал не вышел.
В 2001 году с личным рекордом в 20,91 метра выиграл зимний чемпионат России в Москве, закрыл десятку сильнейших на чемпионате мира в помещении в Лиссабоне. Позднее стал вторым в личном и командном зачётах на Кубке Европы в Бремене, где также установил личный рекорд в толкании ядра на открытом стадионе — 20,54 метра. Победил на летнем чемпионате России в Туле, принимал участие в чемпионате мира в Эдмонтоне и в Играх доброй воли в Брисбене.
В 2002 году был лучшим на зимнем чемпионате России в Волгограде, побывал на чемпионате Европы в помещении в Вене — изначально занял здесь четвёртое место, но впоследствии в связи с дисквалификацией словацкого метателя Микулаша Конопки переместился в итоговом протоколе на третью позицию.
В 2003 году победил на зимнем чемпионате России в Москве, выступил на чемпионате мира в помещении в Бирмингеме. В продолжение сезона стал третьим в личном зачёте на Кубке Европы во Флоренции, взял золото на летнем чемпионате России в Туле, отметился выступлением на чемпионате мира в Париже.
На чемпионате России 2004 года в Туле выиграл бронзовую медаль, уступив Ивану Юшкову и Павлу Софьину. Находясь в числе лидеров российской легкоатлетической сборной, благополучно прошёл отбор на Олимпийские игры в Афинах — здесь показал результат 19,38 метра, в финал не вышел.
В 2005 году на чемпионате России в Туле вновь стал бронзовым призёром позади Юшкова и Софьина.
По окончании сезона 2006 года завершил спортивную карьеру. За выдающиеся спортивные достижения удостоен почётного звания «Мастер спорта России международного класса».